# خورخي بيتشاني

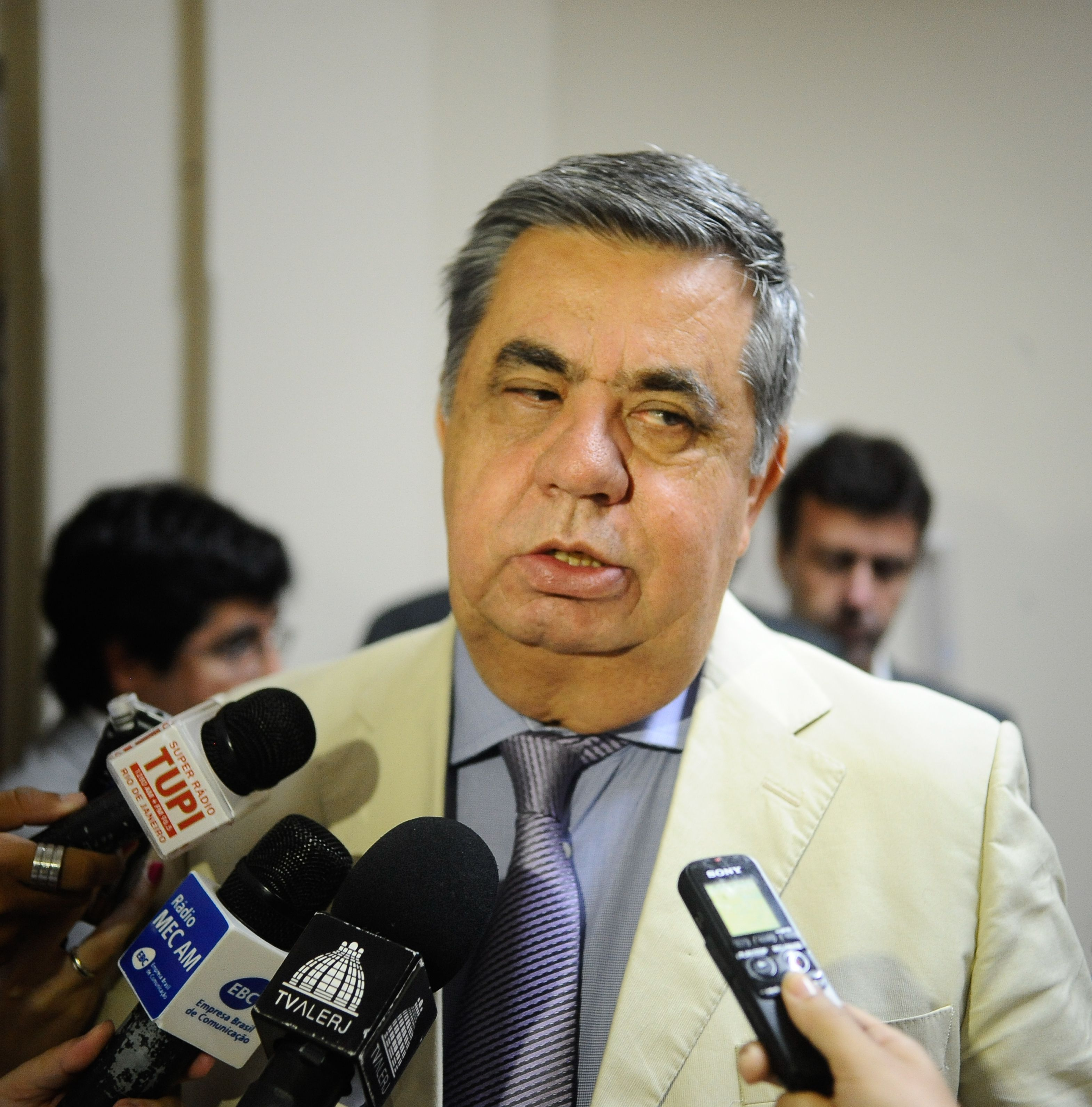
خورخي بيتشاني

خورخي بيتشاني (25 مارس 1955 - 14 مايو 2021) مربي ماشية برازيلي وسياسي منتسبًا إلى الحركة الديمقراطية البرازيلية. تم القبض عليه وقائيًا في سجن خوسيه فريدريكو ماركيز العام في بنفيكا، حيث تم إطلاق سراحه لاحقًا من قبل المحكمة الفيدرالية العليا للإقامة الجبرية.
بعد خروجه من حزب العمل الديمقراطي والانتماء إلى الحركة الديمقراطية البرازيلية منذ عام 1995، كان رئيسًا للجمعية التشريعية لولاية ريو دي جانيرو من 2003 إلى 2010، عندما ترك منصبه للترشح لمجلس الشيوخ. قبل ذلك كان لمدة ست سنوات السكرتير الأول في الجمعية التشريعية في الفترة التي ترأس فيها الحاكم السابق الآن سيرجيو كابرال فيليو مجلس النواب (1995-2002). في حكومة ليونيل بريزولا كان وزير الرياضة ورئيس هيئة الرقابة على الرياضة في ولاية ريو دي جانيرو.
ولد خورخي بيتشاني في ريو دي جانيرو في 25 مارس 1955. كان متزوجا وأب لخمسة أبناء، من بينهم السياسي ليوناردو بيتشاني. توفي في 14 مايو 2021 بسبب سرطان البروستاتا والمثانة في ساو باولو.